# Biblia pauperum
Biblia Pauperum (slovensko Sveto pismo siromakov) je bila tradicionalna srednjeveška slikovna Biblija, ki se je začela verjetno z Ansgarjem. Od preproste "ilustrirane Biblije", v kateri so slike podrejene besedilu, se razlikuje po tem, da je v njenem središču ilustracija. Besedilo je običajno kratko ali pa ga sploh ni.  Besede, ki jih govorijo osebe, so lahko zapisane na zvitkih, ki prihajajo iz njihovih ust. Biblia Pauperum je zato v nekem smislu podobna sodobnemu stripu.
Podobna ilustrirana poenostavitev Biblije je moralisée, ki vsebuje več besedila. Biblia pauperum je bila običajno pisana v lokalnem jeziku in ne v latinščini.
Izraz Biblia pauperum so prvi uporabili nemški učenjaki v 30. letih dvajsetega stoletja.

## Zgodovina
Biblije siromakov so bile prvotno ročno poslikani rokopisi na velumu. V 15. stoletju jih je zamenjal tisk z lesorezi. Zlasti na Nizozemskem in v Nemčiji je bila cela stran s slikami in besedilom izdelana na enem samem lesorezu. Prvo Biblijo siromakov, natisnjeno s premičnimi črkami, je v nemščini v Bambergu okoli leta 1462 izdelal Albrecht Pfister.
Biblia pauperum kljub imenu ni bila namenjena revnim, saj so bili nekateri rokopisi razkošni in zelo dragi. Cenejše različice so bile verjetno dostopne tudi župnikom, ki so jih uporabljali kot učni pripomoček za tiste, ki niso znali brati, kar je veljalo za  večino prebivalstva. 
Vsaka skupina podob v Biblia pauperum je posvečena enemu dogodku iz evangelijev. Osrednji prizor spremljata dva nekoliko manjša prizora starozaveznih dogodkov, povezanih z osrednjim prizorom, skladno s prepričanji srednjeveških teologov.  Vsak prizor je opremljen z besedilom. Štirje preroki držijo zvitke s citati iz svojih del, ki napovedujejo osrednji dogodek.  Primer: prizor, na katerem Longin prebada Jezusa na križu, spremljata Bog, ki z Adamove strani vodi Evo, in Mojzes, ki udari po skali, da iz nje priteče voda. Na istem prizoru so tudi Zaharijeve prerokbe, psalmi, žalostinke in Amosova knjiga.
Najzgodnejši rokopisi Bibliae Pauperum so nastali na Bavarskem in v Avstriji v 14. stoletju in imajo 34–36 prizorov. Kasnejše različice so vsebovale tudi več prizorov. Različica, izdelana na Nizozemskem v letih 1480–1495, vsebuje 50 prizorov.

## Alternative
Rival Biblije je bil Speculum humanae salvationis (slovensko Ogledalo človekovega zveličanja), ki je vseboval precej več besedila kot Biblija. Prizori iz Biblije so skupni tudi številnim drugim oblikam srednjeveške umetnosti, vključno z vitraji in rezbarijami.